# ニコチンアミダーゼ
ニコチンアミダーゼ(Nicotinamidase、EC 3.5.1.19)は、以下の化学反応を触媒する酵素である。
ニコチンアミド + 水{\displaystyle \rightleftharpoons }ニコチン酸 + アンモニア
従って、この酵素の基質は、ニコチンアミドと水の2つ、生成物はニコチン酸とアンモニアの2つである。
この酵素は加水分解酵素、特に鎖状アミドの炭素-窒素結合に作用するものに分類される。系統名は、ニコチンアミド アミドヒドロラーゼ(nicotinamide amidohydrolase)である。他に、nicotinamide deaminase、nicotinamide amidase、YNDase等とも呼ばれる。この酵素は、ニコチン酸とニコチンアミドの代謝に関与する。

## 構造
2007年末時点で、この酵素の3つの構造が解明されている。蛋白質構造データバンクのコードは、1ILW、1IM5、2H0Rである。